# 데드폴 (2012년 영화)
《데드폴》(영어: Deadfall)은 2012년 개봉한 미국의 범죄 드라마 영화이다. 에릭 배나, 올리비아 와일드, 찰리 허넘 등이 출연하였다.

## 줄거리
광활한 설원 한복판. 카지노를 털고 도망 중이던 애디슨(에릭 배나 분)과 라이자(올리비아 와일드 분) 남매는 우연한 사고로 뒤따르던 경찰까지 죽이게 되고, 다시 만날 것을 약속하며 헤어진다.
라이자는 눈보라 속에서 만난 전직 복서 제이(찰리 허넘 분)에게 은밀한 게임을 제안하고, 거짓말로 시작된 둘의 관계는 점차 사랑으로 발전한다.
한편 애디슨은 동생을 찾으러 가는 도중 계속해서 범죄를 저지르고, 오직 여자 보안관 해나(케이트 메라 분)만이 그의 흔적을 뒤쫓는다. 라이자의 뒤를 쫓아 제이의 고향집에 도착한 애디슨은 제이의 부모님을 볼모로 위험한 인질극을 시작한다.
여기에 라이자와 제이, 그리고 애디슨을 추적하던 해나까지 한자리에 모이면서, 이들 모두는 최악의 상황에 처하게 되는데…

## 출연진
- 에릭 배나 - 애디슨 역
- 올리비아 와일드 - 라이자 역
- 찰리 허넘 - 제이 밀스 역
- 크리스 크리스토퍼슨 - 쳇 밀스 역
- 알랭 굴렘 - 보비 역
- 앨리슨 그레이엄 - 맨디 역
- 시시 스페이섹 - 준 밀스 역
- 케이트 메라 - 보안관보 해나 베커 역
- 트리트 윌리엄스 - 보안관 마셜 T. 베커 역
- 제쇤 카발리에 - 트래비스 역
- 톰 잭슨 - 원주민 사냥꾼 역
- 패트릭 커턴 - 주 경찰관 역

## 기타 제작진
- 총괄 제작: 마크 큐번, 윈프리드 하머커, 애덤 콜브레너, 로빈 메이징어, 조젯 퍼로타
- 배역: 랜디 힐러
- 미술: 폴 D. 오스터베리, 미셸 랄리베르테
- 의상: 오데트 가두리
- 분장: 코랄드 지루